# Altenhof (bei Eckernförde)
Altenhof település Németországban, Schleswig-Holstein tartományban. Lakosainak száma 328 fő (2023. december 31.).

## Népesség
A település népességének változása:
| Lakosok száma | 336  | 306  | 300  | 317  | 331  | 328  |
|               | 1975 | 2017 | 2019 | 2021 | 2022 | 2023 |